# عبد المجيد إمام
عبد المجيد امام (1918 -1999) قاضي وسياسي سوداني، هو مؤسس حزب المؤتمر السوداني عان 1986، وكان قبلها قد شغل منصب نائب رئيس القضاء ورئيس المحكمة العليا في السودان.

## مولده ونشأته
ولد عبد المجيد امام عام 1918 بأم درمان وتلقى تعليما دينيا في " خلوة الفكي " العبيد " بالموردة، وخلوة السادة الأدارسة بأمدرمان ثم التحق بالتعليم المدني في مدرسة الأميرية الوسطى ومدرسة الموردة الثانوية وبعدها  انضم إلى كلية غردون التذكارية  ونال منها شهادة في القانون كما نال شهادة فوق الجامعية في القانون من لندن،

## العمل في القضاء
عقب تخرجه مباشرة عمل عبد المجيد امام قاضيا وتدرج في السلك القضائي حتى وصل إلى درجة نائب رئيس القضاء عقب ثورة أكتوبر الشعبية عام 1964 حيث لعب دورا رئيسيا في حقن الدماء خلال الايام الأخيرة للثورة وكان وقتها القاضي المقيم لمدينة الخرطوم وبحسب رواية بروفيسر كليف تومبسون المحاضر السابق في كلية القانون بجامعة الخرطوم في توثيقه لأحداث ثورة أكتوبر  في كتابه الذي اصدره بعنوان (يوميات ثورة أكتوبر 1964" اوقد كان شاهداً عليها (في الوقت الذي احتشد فيه القضاة والمحامون أمام دار القضاء لتسيير موكبٍ للقصر لتسليم المذكرة، كان القاضي عبد المجيد إمام مع بعض زملائه في مكتب رئيس القضاء للتباحث في أمر تسيير الموكب.. وفجأةً سُمِع صوت رصاصات إنذار من بنادق بعض أفراد الشرطة التي كانت تحاصر مكان الحشد مع عباراتٍ بُثَّت عبر مكبر صوتٍ تأمر الجمع المحتشد بالتفرق.. عند ذلك خرج عبد المجيد من الاجتماع وشقَّ طريقه بصعوبة بين الحشد - الذي تراجع تحت تهديد السلاح إلى صالة دار القضاء - حتى وصل إلى الشارع وسار متجهاً إلى قائد قوات الشرطة الضابط الملازم قرشي فارس الذي أشهر مسدسه وقال لعبد المجيد: "توقف وإلا أطلقتُ عليك النار، الشرطة لديها أوامر من وزارة الداخلية بتفريق هذا الحشد".. ولم يتوقف عبد المجيد وتوجه غير هيَّاب نحو قرشي، حتى أصبحا وجهاً لوجه، وصاح فيه بصوتٍ جهوري حاسم: "أنا عبد المجيد إمام، قاضي المحكمة العليا، بهذا آمرك بالانصراف بجنودك من هنا فوراً".. ولم يكن بوسع ذلك الضابط إلَّا أن يقول لذلك القاضي الثائر: "حاضر سعادتك"، ثمَّ يأمر القوة بالانصراف، ليُدَوِّي تصفيق الأيادي ويرتفع هتاف الحناجر: "عاش عبد المجيد إمام، عاش عبد المجيد إمام".

## اقالته من القضاء
ظل عبد المجيد امام في منصب نائب رئيس القضاء لنحو أحد عشر عاما إلى ان تمت اقالته في عهد الرئيس الأسبق جعفر نميري عام 1975 بدعوى تعاطفه مع محاولة انقلابية جرت في سبتمبر من ذلك العام وقادها ضابط برتبة المقدم يدعى حسن حسين، وقيل انه فور استلامه لقرار اعفاءه من منصبه أخلى البيت الحكومي في ذات اليلة وحمل عفشه فوق عربة (كارو) متوجها إلى بيت أخيه بأمدرمان

## تأسيس حزب سياسي
عقب زوال حكم الرئيس الاسبق جعفر نميري عام 1985 نشط عبد المجيد امام في حشد شخصيات سودانية مستقلة عن الاحزاب وتجمعات الطلاب المستقلين في الجامعات السودانية وأسس حزبا سياسيا في يناير 1986 أطلق عليه (المؤتمر الوطني) غير ان ذلك الحزب لم يخض انتخابات مارس 1986، وتأسس الحزب على قاعدة فصل الدين عن الدولة ونبذ العنف، وقبل ان يتشكل الحزب جيدا ويبرز للساحة السياسية وقع انقلاب عسكري في الثلاثين من يونيو 1989 وتم حل الحزب ومصادرة أصوله وامواله وحظر نشاطه ضمن الاجراءات التي اتخذها الانقلابيون ضد جميع الاحزاب في ذلك الوقت

## نزاع حول اسم الحزب
قبل وفاته بنحو عام وفي عام 1998 سجل نظام الرئيس السابق عمر البشير حزبا سياسيا باسم (المؤتمر الوطني) الأمر الذي دعا عبد المجيد امام إلى رفع قضية دستورية بالمطالبة بمنع الحزب الحاكم من الاستحواذ على الاسم ، ولكن وقبل ان تفصل المحكمة الدستورية في الدعوى توفي إمام في أكتوبر 1999، لتقرر المحكمة شطب الدعوى بموت صاحبها، غير انه أوصى قبل وفاته باستخدام اسم (المؤتمر السوداني) في حال تم رفض الدعوى

## وفاته
توفي عبد المجيد امام في المملكة العربية السعودية في 20 أكتوبر 1999 بعد ان تفاقم عليه مرض سرطان الفم، وتم دفنه بمقابر حمد النيل في 28 أكتوبر